# Mladá Boleslav hlavní nádraží
Mladá Boleslav hlavní nádraží (Mladá Boleslav főpályaudvar) egy csehországi vasútállomás, Mladá Boleslav városban, a központtól délnyugatra.

## Vasútvonalak
Az állomást az alábbi vasútvonalak érintik:
- Mladá Boleslav–Stará Paka-vasútvonal
- Prága–Turnov-vasútvonal
- Nymburk–Mladá Boleslav-vasútvonal
- Mladá Boleslav–Mělník-vasútvonal

## Szomszédos állomások
A vasútállomáshoz az alábbi állomások vannak a legközelebb:
- Mladá Boleslav město (Mladá Boleslav město, S3)
- Mladá Boleslav-Debř
- Krnsko (Praha hlavní nádraží, S3)
- Nepřevázka (S31)

## Fordítás
- Ez a szócikk részben vagy egészben  a   Mladá Boleslav hlavní nádraží című lengyel Wikipédia-szócikk fordításán alapul.  Az eredeti cikk szerkesztőit annak laptörténete sorolja fel. Ez a jelzés csupán a megfogalmazás eredetét és a szerzői jogokat jelzi, nem szolgál a cikkben szereplő információk forrásmegjelöléseként.
- Ez a szócikk részben vagy egészben  a   Mladá Boleslav hlavní nádraží című cseh Wikipédia-szócikk fordításán alapul.  Az eredeti cikk szerkesztőit annak laptörténete sorolja fel. Ez a jelzés csupán a megfogalmazás eredetét és a szerzői jogokat jelzi, nem szolgál a cikkben szereplő információk forrásmegjelöléseként.